# 裏館村
裏館村（うらだてむら）は、かつて新潟県南蒲原郡にあった村。

## 沿革
- 1889年（明治22年）4月1日 - 町村制の施行により、南蒲原郡東裏館村、西裏館村、荒町村、嘉坪川村及び新光村の区域をもって、南蒲原郡裏館村が発足する。
- 1920年（大正9年）10月1日 - 南蒲原郡三条町に編入する。

## 村長
- 栗山英資：1915年4月 -